# Molí d'en Pairet
Molí d'en Pairet és un molí del municipi del Port de la Selva inclòs en l'Inventari del Patrimoni Arquitectònic de Catalunya.

## Descripció
Situat a ponent del nucli urbà de la població del Port de la Selva, al marge esquerre del torrent de Boet, a llevant del veïnat de la Vall de Santa Creu.
Edifici aïllat de dimensions reduïdes i mig enrunat, de planta quadrangular i distribuït en dues plantes, més l'espai de soterrani destinat al carcabà. La teulada, que era d'un vessant, ha desaparegut com també el sostre que dividia les dues plantes. La construcció s'assenta damunt d'afloraments de pissarra naturals terraplenats artificialment, tallats amb cura a l'interior. La façana principal, orientada a tramuntana, presenta un portal d'accés d'arc rebaixat i dues finestres rectangulars amb llindes monolítiques al pis, el qual servia d'habitatge. La façana de ponent presenta una altra porta rectangular amb llinda monolítica i, al pis, sobresurt el forn de coure pa, de forma ovalada, amb la coberta d'un sol vessant de teula i bastit amb maons amb el parament arrebossat. Al seu costat hi ha un orifici utilitzat per al desaigüe. A la façana de llevant, que limita i s'aixeca al marge mateix de la riera, hi ha una sola i petita finestra rectangular delimitada per quatre pedres desbastades. En el mur que delimita el marge es conserva l'arrencament d'un arc força malmès, que es podria correspondre amb un passadís que accedir a l'altra riba del torrent. La façana de migdia estava orientada a la bassa on no és visible l'entrada del canal per haver estat terraplenada. A l'interior de l'edifici es conserven "in situ" les dues moles, situades damunt d'un basament d'obra. La mola volandera o sobirana manté la nadilla de ferro i es dreça damunt de la mola solera o sotana. El carcabà té la sortida en un graó més baix situat a escassos metres al nord del portal d'accés principal a l'edifici. El seu reduït espai interior està cobert amb grans lloses de pedra planes, al fons del qual hi ha una petita volta de canó bastida amb pedra i morter. El forat d'entrada d'aigua probablement resti soterrat pel llot, així com el rodet i l'arbre.
La construcció és de pedra sense treballar lligada amb abundant morter de calç i amb rastres d'un revestiment arrebossat. A uns vint metres a migdia del molí fariner, aigua amunt de la riera, es conserven uns murs de pedra que podrien correspondre a la resclosa.

## Història
Es tenen notícies de la seva construcció al segle xv com a molí fariner. Al padró de 1787 del nou municipi del Port de la Selva, que se segregava de la Selva de Mar, no s'anomena el molí -potser ja era deshabitat-, sinó que es tracta d'un dels tres masos que s'esmenten del veïnat de la Vall de Santa Creu, per la qual cosa es creu ja havia quedat en desús.